# سيساميا (سيرري)
سيساميا (وتهجأ Σησαμία أو Σησαμιά) هي قرية منخفضة في الوحدة الإقليمية سيريس على ارتفاع 35 مترًا.

## الجغرافيا - التاريخ
تقع سيساميا إلى الغرب من الوحدات الإقليمية كيلكيس وثيسالونيكي، بجوار نهر ستروما. تم ذكر القرية رسميًا في عام 1920، بعد التحرير، حيث تم تعيين أفدامال كمركز للكومونة المتماثلة. حصلت على اسمها من الكلمات Avdi و Mal، والتي تعني «ممتلكات أفدي» باللغة التركية. في عام 1927، أعيدت تسميتها باسم سيساميا  من السمسم الذي كان يزرع في المنطقة. وفقًا لخطة كاليكراتيس، فإن كومونة المحلية تلذي ينتمي إلى الوحدة البلدية فيسالتيا التابعة لبلدية فيسالتيا ووفقًا لتعداد عام 2011 يبلغ عدد سكانها 329 نسمة.  تحتفل كنيسة الرسل الإثني عشر، الواقعة في الجنوب الغربي، بعيدها كل عام في 30 يونيو.